# Tàngara de collar daurat
La tàngara de collar daurat (Iridosornis jelskii) és un ocell de la família dels tràupids (Thraupidae).

## Hàbitat i distribució
Habita boscos i zones arbustives dels Andes de l'est del Perú i est de Bolívia.